# Чемпіонат світу з хокею із шайбою 2018
Чемпіонат світу з хокею із шайбою 2018 — 82-й чемпіонат світу з хокею із шайбою ІІХФ, який пройшов у Данії з 4 травня по 20 травня 2018 року. Матчі пройшли у двох містах Копенгагені та Гернінзі.
У топ-дивізіоні дебютує збірна Південної Кореї.
Офіційним талісманом турніру є качка, прототипом для якої стала казка данського письменника Ганса Крістіана Андерсена Гидке каченя.
Свій одинадцятий титул чемпіонів світу здобула збірна Швеції перегравши швейцарців по булітах 2:1, основний час та овертайм завершились внічию 2:2.

## Вибір господаря турніру
На право проведення чемпіонату світу було подано дві заявки: Данії та Латвії.
Рішення було прийнято 23 травня 2014 на конгресі Міжнародної федерації хокею ІІХФ, який проходив у Мінську. На голосуванні Данія отримала 95 голосів, а Латвія — 12.

## Арени
| Данія             |                   |
| Копенгаген        | Гернінг           |
| «Роял Арена»      | «Боксен Арена»    |
| Місткість: 10 000 | Місткість: 12 000 |
|                   |                   |

## Посів і групи
Посів команд у попередньому раунді визначався за результатами Світового рейтингу ІІХФ. Команди були розподілені по групах згідно з посівом (у дужках відповідна позиція у світовому рейтингу за підсумками чемпіонату світу 2017 року):
| Група A - Росія (2) - Швеція (3) - Чехія (6) - Швейцарія (7) - Білорусь (10) - Словаччина (11) - Франція1 (13) - Австрія (16) | Група B - Канада (1) - Фінляндія (4) - США (5) - Німеччина (8) - Норвегія (9) - Латвія (12) - Данія1 (14) - Південна Корея (21) |

1 Данія та Франція помінялися місцями, щоб Данія не була в одній групі з Швецією.

## Судді
ІІХФ обрала 16 головних суддів, для забезпечення судійства на чемпіонаті світу 2018. Список головних суддів наступний:
| Головні судді - Марк Лемелін - Бретт Айверсон - Олівер Гуен - Гордон Шукіс - Роман Гофман - Костянтин Оленін - Йозеф Кубуш - Стівен Рено | Головні судді - Тімоті Маєр - Алексі Рантала - Мікко Каукокарі - Антонін Єржабек - Ян Грібик - Тобіас Верлі - Мікаель Шеквіст - Лінус Елунд |

## Регламент
На етапі кваліфікації учасники розбиті на дві групи по вісім команд, по чотири з яких виходять у фінальний етап (плей-оф). Пари чвертьфіналістів утворюються за наступним принципом: лідер однієї з кваліфікаційних груп грає з четвертою командою другої кваліфікаційної групи, 2-га — з 3-ю, 3-тя — з 2-ю і т. д. Переможці потрапляють до півфіналу, де розігрують путівку у фінал. Команди, що поступилися у півфінальних протистояннях грають матч за третє місце. А переможці 1/2 фіналу розігрують звання чемпіонів світу. Команди які посіли останні місця в групах вибувають до Дивізіону I. Команди які посіли 5—8 місця в групах більше матчів на чемпіонаті не грають.

## Попередній раунд
Розклад змагань оприлюднено 8 серпня 2017 року.

### Група А
| Поз | Команда      | М | В | ВО | ПО | П | ГЗ | ГП | Різ | О  | Кваліфікація або пониження |
| --- | ------------ | - | - | -- | -- | - | -- | -- | --- | -- | -------------------------- |
| 1   | Швеція       | 7 | 6 | 1  | 0  | 0 | 31 | 9  | +22 | 20 | Плей-оф                    |
| 2   | Росія        | 7 | 5 | 0  | 1  | 1 | 32 | 10 | +22 | 16 | Плей-оф                    |
| 3   | Чехія        | 7 | 3 | 3  | 0  | 1 | 27 | 15 | +12 | 15 | Плей-оф                    |
| 4   | Швейцарія    | 7 | 3 | 1  | 1  | 2 | 25 | 19 | +6  | 12 | Плей-оф                    |
| 5   | Словаччина   | 7 | 3 | 0  | 2  | 2 | 19 | 20 | −1  | 11 |                            |
| 6   | Франція      | 7 | 2 | 0  | 0  | 5 | 13 | 29 | −16 | 6  |                            |
| 7   | Австрія      | 7 | 1 | 0  | 1  | 5 | 13 | 30 | −17 | 4  |                            |
| 8   | Білорусь (R) | 7 | 0 | 0  | 0  | 7 | 8  | 36 | −28 | 0  | Вибуває до Дивізіону ІА    |

1. ↑  За регламентом дві найгірші збірні вибувають до першого Дивізіону, збірна Словаччини, як господар чемпіонату 2019 звільнення від вибуття з Топ-дивізіону.[8]

- Час початку матчів місцевий (UTC+2)

| 4 травня 2018 16:15 | Росія | 7 : 0 (3:0, 1:0, 3:0) | Франція | «Роял Арена» Глядачів: 6,453 |

| Протокол | Протокол                    | Протокол  | Протокол                   | Протокол                           |
| --- | --------------------------- | --------- | -------------------------- | ---------------------------------- |
| | Василь Кошечкін             | Голкіпери | Флоріан Арді Ронан Кеменер | Арбітри: Ян Грібик Мікаель Шеквіст |
| Капризов (Дадонов, Зайцев) — 07:08 Бучневич (Григоренко, Нестеров) — 08:18 Дадонов (Капризов, Хафізуллін) — 10:22 Капризов (Дацюк, Зайцев) — 37:59 Барабанов (Киселевич, Каблуков) — 42:36 Шалунов (Дацюк, Хафізуллін) — 44:50 Анісімов (Нестеров, Григоренко) — 57:13 | 1:0 2:0 3:0 4:0 5:0 6:0 7:0 |           |                            | Арбітри: Ян Грібик Мікаель Шеквіст |
| 6 хв. | Вилучення                   | 8 хв.     |                            | Арбітри: Ян Грібик Мікаель Шеквіст |
| 39 | Кидки                       | 10        |                            | Арбітри: Ян Грібик Мікаель Шеквіст |

| 4 травня 2018 20:15 | Швеція | 5 : 0 (2:0, 2:0, 1:0) | Білорусь | «Роял Арена» Глядачів: 10,884 |

| Протокол | Протокол            | Протокол  | Протокол                         | Протокол                              |
| --- | ------------------- | --------- | -------------------------------- | ------------------------------------- |
| | Магнус Хельберг     | Голкіпери | Іван Кульбаков Михайло Карнаухов | Арбітри: Мікко Каукокарі Тобіас Верлі |
| Андерссон (А. Кемпе, Еверберг) — 09:17 Нюквіст (Клінгберг, Ліндгольм) — 09:45 Янмарк (Ракелль, Зібанеджад) — 23:49 Ракелль — 33:45 Зібанеджад (Янмарк, Ракелль) — 56:11 | 1:0 2:0 3:0 4:0 5:0 |           |                                  | Арбітри: Мікко Каукокарі Тобіас Верлі |
| 8 хв. | Вилучення           | 4 хв.     |                                  | Арбітри: Мікко Каукокарі Тобіас Верлі |
| 36 | Кидки               | 27        |                                  | Арбітри: Мікко Каукокарі Тобіас Верлі |

| 5 травня 2018 12:15 | Швейцарія | 3 : 2 (ОТ) (1:0, 1:1, 0:1) ОТ (1:0) | Австрія | «Роял Арена» Глядачів: 5,019 |

| Протокол                                                                              | Протокол            | Протокол                                                       | Протокол           | Протокол                                  |
| ------------------------------------------------------------------------------------- | ------------------- | -------------------------------------------------------------- | ------------------ | ----------------------------------------- |
|                                                                                       | Леонардо Дженоні    | Голкіпери                                                      | Бернгард Штаркбаум | Арбітри: Костянтин Оленін Мікаель Шеквіст |
| Нідеррайтер (Корві) — 18:28 Гаас (Шервай, Мюллер) — 24:14 Корві (Нідеррайтер) — 63:18 | 1:0 2:0 2:1 2:2 3:2 | 34:50 — Цвергер (Раухенвальд, Хаудум) 46:28 — Ганаль (Шнайдер) |                    | Арбітри: Костянтин Оленін Мікаель Шеквіст |
| 29 хв.                                                                                | Вилучення           | 6 хв.                                                          |                    | Арбітри: Костянтин Оленін Мікаель Шеквіст |
| 41                                                                                    | Кидки               | 19                                                             |                    | Арбітри: Костянтин Оленін Мікаель Шеквіст |

| 5 травня 2018 16:15 | Франція | 6 : 2 (2:1, 1:0, 3:1) | Білорусь | «Роял Арена» Глядачів: 6,529 |

| Протокол | Протокол                        | Протокол                                                                   | Протокол                         | Протокол                          |
| --- | ------------------------------- | -------------------------------------------------------------------------- | -------------------------------- | --------------------------------- |
| | Флоріан Арді                    | Голкіпери                                                                  | Іван Кульбаков Михайло Карнаухов | Арбітри: Олівер Гуен Марк Лемелін |
| Флері (С. Да Коста, Реш) — 03:33 С. Да Коста (Жаній) — 13:33 Лампер'є (Клеро, Екфей) — 38:42 Манавян (С. Да Коста, Флері) — 42:17 Гуттіг (Перре) — 47:57 Перре (Леклерк, Екфей) — 57:56 | 1:0 2:0 2:1 3:1 4:1 5:1 5:2 6:2 | 19:36 — Павлович (Развадовський, Воробей) 54:46 — Воробей (Платт, Коробов) |                                  | Арбітри: Олівер Гуен Марк Лемелін |
| 10 хв. | Вилучення                       | 15 хв.                                                                     |                                  | Арбітри: Олівер Гуен Марк Лемелін |
| 30 | Кидки                           | 40                                                                         |                                  | Арбітри: Олівер Гуен Марк Лемелін |

| 5 травня 2018 20:15 | Чехія | 3 : 2 (ОТ) (0:1, 1:1, 1:0) ОТ (1:0) | Словаччина | «Роял Арена» Глядачів: 12,490 |

| Протокол                                                                                      | Протокол            | Протокол                                             | Протокол    | Протокол                             |
| --------------------------------------------------------------------------------------------- | ------------------- | ---------------------------------------------------- | ----------- | ------------------------------------ |
|                                                                                               | Павел Францоуз      | Голкіпери                                            | Марек Чиляк | Арбітри: Мікко Каукокарі Тімоті Маєр |
| Кубалик (Нестрашил, Яшкін) — 21:04 Нечас (Кубалик) — 59:50 Яшкін (Полашек, Нестрашил) — 62:09 | 0:1 1:1 1:2 2:2 3:2 | 07:33 — Кріштоф (Секера, Надь) 25:29 — Секера (Надь) |             | Арбітри: Мікко Каукокарі Тімоті Маєр |
| 6 хв.                                                                                         | Вилучення           | 6 хв.                                                |             | Арбітри: Мікко Каукокарі Тімоті Маєр |
| 42                                                                                            | Кидки               | 17                                                   |             | Арбітри: Мікко Каукокарі Тімоті Маєр |

| 6 травня 2018 12:15 | Австрія | 0 : 7 (0:3, 0:3, 0:1) | Росія | «Роял Арена» Глядачів: 9,502 |

| Протокол | Протокол                    | Протокол | Протокол                        | Протокол                          |
| -------- | --------------------------- | --- | ------------------------------- | --------------------------------- |
|          | Давід Мадленер              | Голкіпери | Василь Кошечкін Ігор Шестьоркін | Арбітри: Тімоті Маєр Тобіас Верлі |
|          | 0:1 0:2 0:3 0:4 0:5 0:6 0:7 | 09:34 — Григоренко 11:42 — Анісімов (Бучневич) 13:19 — Барабанов (Міхєєв, Яковлєв) 23:52 — Григоренко (Анісімов) 29:07 — Капризов (Дацюк, Дадонов) 37:58 — Мамін (Капризов) 53:55 — Міхєєв |                                 | Арбітри: Тімоті Маєр Тобіас Верлі |
| 2 хв.    | Вилучення                   | 2 хв. |                                 | Арбітри: Тімоті Маєр Тобіас Верлі |
| 18       | Кидки                       | 41 |                                 | Арбітри: Тімоті Маєр Тобіас Верлі |

| 6 травня 2018 16:15 | Швеція | 3 : 2 (2:0, 0:1, 1:1) | Чехія | «Роял Арена» Глядачів: 12,490 |

| Протокол                                                                                  | Протокол            | Протокол                                             | Протокол     | Протокол                               |
| ----------------------------------------------------------------------------------------- | ------------------- | ---------------------------------------------------- | ------------ | -------------------------------------- |
|                                                                                           | Магнус Хельберг     | Голкіпери                                            | Давід Ріттіх | Арбітри: Марк Лемелін Костянтин Оленін |
| Ракелль (Янмарк, Ліндгольм) — 04:49 Янмарк (Ракелль) — 07:13 Зібанеджад (Ракелль) — 43:11 | 1:0 2:0 2:1 3:1 3:2 | 33:10 — Гронек (Червенка, Гика) 55:46 — Гика (Факса) |              | Арбітри: Марк Лемелін Костянтин Оленін |
| 12 хв.                                                                                    | Вилучення           | 10 хв.                                               |              | Арбітри: Марк Лемелін Костянтин Оленін |
| 27                                                                                        | Кидки               | 25                                                   |              | Арбітри: Марк Лемелін Костянтин Оленін |

| 6 травня 2018 20:15 | Словаччина | 0 : 2 (0:1, 0:1, 0:0) | Швейцарія | «Роял Арена» Глядачів: 10,915 |

| Протокол | Протокол    | Протокол                                              | Протокол   | Протокол                       |
| -------- | ----------- | ----------------------------------------------------- | ---------- | ------------------------------ |
|          | Марек Чиляк | Голкіпери                                             | Рето Берра | Арбітри: Олівер Гуен Ян Грібик |
|          | 0:1 0:2     | 11:06 — Шервай (Діас, Мюллер) 20:22 — Мюллер (Шервай) |            | Арбітри: Олівер Гуен Ян Грібик |
| 6 хв.    | Вилучення   | 4 хв.                                                 |            | Арбітри: Олівер Гуен Ян Грібик |
| 25       | Кидки       | 26                                                    |            | Арбітри: Олівер Гуен Ян Грібик |

| 7 травня 2018 16:15 | Білорусь | 0 : 6 (0:1, 0:3, 0:2) | Росія | «Роял Арена» Глядачів: 6,360 |

| Протокол | Протокол                | Протокол | Протокол        | Протокол                                 |
| -------- | ----------------------- | --- | --------------- | ---------------------------------------- |
|          | Віталій Трус            | Голкіпери | Ігор Шестьоркін | Арбітри: Мікко Каукокарі Мікаель Шеквіст |
|          | 0:1 0:2 0:3 0:4 0:5 0:6 | 05:27 — Дацюк (Дадонов) 25:55 — Шалунов (Барабанов, Каблуков) 29:25 — Каблуков (Барабанов, Трямкін) 39:26 — Дацюк (Хафізуллін, Шалунов) 45:16 — Мамін (Зайцев) 47:37 — Капризов (Дацюк, Дадонов) |                 | Арбітри: Мікко Каукокарі Мікаель Шеквіст |
| 4 хв.    | Вилучення               | 2 хв. |                 | Арбітри: Мікко Каукокарі Мікаель Шеквіст |
| 18       | Кидки                   | 27 |                 | Арбітри: Мікко Каукокарі Мікаель Шеквіст |

| 7 травня 2018 20:15 | Швеція | 4 : 0 (2:0, 1:0, 1:0) | Франція | «Роял Арена» Глядачів: 7,218 |

| Протокол | Протокол        | Протокол  | Протокол      | Протокол                        |
| --- | --------------- | --------- | ------------- | ------------------------------- |
| | Андерс Нільссон | Голкіпери | Ронан Кеменер | Арбітри: Ян Грібик Тобіас Верлі |
| Ракелль (А. Ларссон, Янмарк) — 00:24 Баклунд (Петтерссон, Ліндгольм) — 05:54 Екман-Ларссон (А. Ларссон, А. Кемпе) — 27:51 Петтерссон (Клінгберг, Екман-Ларссон) — 55:40 | 1:0 2:0 3:0 4:0 |           |               | Арбітри: Ян Грібик Тобіас Верлі |
| 12 хв. | Вилучення       | 24 хв.    |               | Арбітри: Ян Грібик Тобіас Верлі |
| 35 | Кидки           | 14        |               | Арбітри: Ян Грібик Тобіас Верлі |

| 8 травня 2018 16:15 | Австрія | 2 : 4 (1:1, 0:2, 1:1) | Словаччина | «Роял Арена» Глядачів: 6,094 |

| Протокол                                                  | Протокол                | Протокол                                                                                                 | Протокол     | Протокол                                |
| --------------------------------------------------------- | ----------------------- | --- | ------------ | --------------------------------------- |
|                                                           | Бернгард Штаркбаум      | Голкіпери                                                                                                | Патрік Рибар | Арбітри: Бретт Айверсон Мікаель Шеквіст |
| Леблер (Гофер, Вівейрос) — 01:33 Шнайдер (Раффль) — 41:43 | 1:0 1:1 1:2 1:3 2:3 2:4 | 04:13 — Гашчак (Говорка, Дялога) 22:13 — Юрчо (Надь, Фехерварі) 29:00 — Ярош (Фехерварі) 59:29 — Кріштоф |              | Арбітри: Бретт Айверсон Мікаель Шеквіст |
| 8 хв.                                                     | Вилучення               | 4 хв. |              | Арбітри: Бретт Айверсон Мікаель Шеквіст |
| 22                                                        | Кидки                   | 30 |              | Арбітри: Бретт Айверсон Мікаель Шеквіст |

| 8 травня 2018 20:15 | Чехія | 5 : 4 (Бул.) (1:1, 3:3, 0:0) ОТ (0:0) Бул. (1:0) | Швейцарія | «Роял Арена» Глядачів: 6,226 |

| Протокол | Протокол                               | Протокол | Протокол         | Протокол                          |
| --- | -------------------------------------- | --- | ---------------- | --------------------------------- |
| | Павел Францоуз                         | Голкіпери | Леонардо Дженоні | Арбітри: Роман Гофман Стівен Рено |
| Кубалик (Нечас) — 16:21 Моравчик (Скленічка, Гика) — 24:09 Яшкін (Моравчик, Нестрашил) — 27:43 Ржепик (Кубалик) — 34:26 Яшкін Гика Нечас Нестрашил Ржепик | 0:1 1:1 1:2 1:3 2:3 2:4 3:4 4:4 Буліти | 11:13 — Нідеррайтер (Гофманн) 20:47 — Гофманн (Андрігетто, Діас) 22:07 — Мозер (Вермін, Мюллер) 27:21 — Нідеррайтер (Мозер, Унтерзандер) Род Андрігетто Нідеррайтер Корві Гофманн |                  | Арбітри: Роман Гофман Стівен Рено |
| 26 хв. | Вилучення                              | 18 хв. |                  | Арбітри: Роман Гофман Стівен Рено |
| 28 | Кидки                                  | 29 |                  | Арбітри: Роман Гофман Стівен Рено |

| 9 травня 2018 16:15 | Швейцарія | 5 : 2 (2:2, 1:0, 2:0) | Білорусь | «Роял Арена» Глядачів: 5,445 |

| Протокол | Протокол                    | Протокол                                                             | Протокол          | Протокол                            |
| --- | --------------------------- | -------------------------------------------------------------------- | ----------------- | ----------------------------------- |
| | Рето Берра                  | Голкіпери                                                            | Михайло Карнаухов | Арбітри: Лінус Елунд Алексі Рантала |
| Вермін (Нідеррайтер, Унтерзандер) — 01:37 Андрігетто (Маєр) — 18:40 Вермін (Маєр, Діас) — 39:45 Корві (Діас) — 42:29 Маєр (Андрігетто, Гофманн) — 46:44 | 1:0 1:1 1:2 2:2 3:2 4:2 5:2 | 05:54 — Платт (Лінгле, Дюков) 10:46 — Павлович (Ковиршин, Матерухін) |                   | Арбітри: Лінус Елунд Алексі Рантала |
| 8 хв. | Вилучення                   | 16 хв.                                                               |                   | Арбітри: Лінус Елунд Алексі Рантала |
| 45 | Кидки                       | 24                                                                   |                   | Арбітри: Лінус Елунд Алексі Рантала |

| 9 травня 2018 20:15 | Швеція | 7 : 0 (2:0, 3:0, 2:0) | Австрія | «Роял Арена» Глядачів: 8,547 |

| Протокол | Протокол                    | Протокол  | Протокол       | Протокол                          |
| --- | --------------------------- | --------- | -------------- | --------------------------------- |
| | Андерс Нільссон             | Голкіпери | Давід Мадленер | Арбітри: Йозеф Кубуш Гордон Шукіс |
| А. Кемпе (Ліндгольм) — 09:47 Янмарк (Ракелль) — 17:11 Ракелль (Зібанеджад, Янмарк) — 22:42 Ракелль — 28:53 Нюквіст (А. Кемпе) — 29:17 Зібанеджад (Янмарк, Андерссон) — 47:50 Пяяйярві-Свенссон (Ю. Ларссон) — 53:59 | 1:0 2:0 3:0 4:0 5:0 6:0 7:0 |           |                | Арбітри: Йозеф Кубуш Гордон Шукіс |
| 4 хв. | Вилучення                   | 8 хв.     |                | Арбітри: Йозеф Кубуш Гордон Шукіс |
| 38 | Кидки                       | 14        |                | Арбітри: Йозеф Кубуш Гордон Шукіс |

| 10 травня 2018 16:15 | Словаччина | 3 : 1 (1:0, 1:1, 1:0) | Франція | «Роял Арена» Глядачів: 5,855 |

| Протокол                                                                          | Протокол        | Протокол                     | Протокол     | Протокол                              |
| --------------------------------------------------------------------------------- | --------------- | ---------------------------- | ------------ | ------------------------------------- |
|                                                                                   | Марек Чиляк     | Голкіпери                    | Флоріан Арді | Арбітри: Роман Гофман Антонін Єржабек |
| Бондра (Буц, Світана) — 05:37 Буц (Світана, Ярош) — 22:03 Чайковскі (Буц) — 59:50 | 1:0 2:0 2:1 3:1 | 33:39 — Клеро (Перре, Жаній) |              | Арбітри: Роман Гофман Антонін Єржабек |
| 4 хв.                                                                             | Вилучення       | 8 хв.                        |              | Арбітри: Роман Гофман Антонін Єржабек |
| 28                                                                                | Кидки           | 14                           |              | Арбітри: Роман Гофман Антонін Єржабек |

| 10 травня 2018 20:15 | Чехія | 4 : 3 (ОТ) (2:1, 1:2, 0:0) ОТ (1:0) | Росія | «Роял Арена» Глядачів: 12,490 |

| Протокол | Протокол                    | Протокол | Протокол        | Протокол                            |
| --- | --------------------------- | --- | --------------- | ----------------------------------- |
| | Давід Ріттіх                | Голкіпери | Василь Кошечкін | Арбітри: Бретт Айверсон Лінус Елунд |
| Крейчі (Яшкін, Гудас) — 14:41 Яшкін (Пастрняк, Крейчі) — 18:39 Пастрняк (Крейчі) — 24:17 Пастрняк (Крейчі, Гронек) — 63:23 | 0:1 1:1 2:1 2:2 3:2 3:3 4:3 | 01:11 — Нестеров (Барабанов, Каблуков) 21:00 — Григоренко (Бучневич, Анісімов) 25:49 — Барабанов (Зайцев, Шалунов) |                 | Арбітри: Бретт Айверсон Лінус Елунд |
| 6 хв. | Вилучення                   | 4 хв. |                 | Арбітри: Бретт Айверсон Лінус Елунд |
| 25 | Кидки                       | 23 |                 | Арбітри: Бретт Айверсон Лінус Елунд |

| 11 травня 2018 16:15 | Франція | 5 : 2 (2:1, 2:1, 1:0) | Австрія | «Роял Арена» Глядачів: 5,780 |

| Протокол | Протокол                    | Протокол                                                                 | Протокол           | Протокол                             |
| --- | --------------------------- | ------------------------------------------------------------------------ | ------------------ | ------------------------------------ |
| | Флоріан Арді                | Голкіпери                                                                | Бернгард Штаркбаум | Арбітри: Антонін Єржабек Стівен Рено |
| Флері (Да Коста, Реш) — 10:00 Трей (Текс'є, Екфей) — 13:10 Флері (Овітю, Да Коста) — 34:11 Да Коста (Текс'є, Галле) — 37:49 Трей (Текс'є, Екфей) — 41:06 | 0:1 1:1 2:1 2:2 3:2 4:2 5:2 | 03:32 — Гундертпфунд (Гайнріх, Шумніг) 31:22 — Раффль (Гайнріх, Комарек) |                    | Арбітри: Антонін Єржабек Стівен Рено |
| 12 хв. | Вилучення                   | 14 хв.                                                                   |                    | Арбітри: Антонін Єржабек Стівен Рено |
| 30 | Кидки                       | 36                                                                       |                    | Арбітри: Антонін Єржабек Стівен Рено |

| 11 травня 2018 20:15 | Білорусь | 0 : 3 (0:3, 0:0, 0:0) | Чехія | «Роял Арена» Глядачів: 5,636 |

| Протокол | Протокол     | Протокол                                                                             | Протокол       | Протокол                           |
| -------- | ------------ | ------------------------------------------------------------------------------------ | -------------- | ---------------------------------- |
|          | Віталій Трус | Голкіпери                                                                            | Павел Францоуз | Арбітри: Роман Гофман Гордон Шукіс |
|          | 0:1 0:2 0:3  | 08:13 — Шулак (Крейчі) 15:53 — Горак (Плеканець) 18:43 — Ржепик (Червенка, Моравчик) |                | Арбітри: Роман Гофман Гордон Шукіс |
| 14 хв.   | Вилучення    | 4 хв.                                                                                |                | Арбітри: Роман Гофман Гордон Шукіс |
| 21       | Кидки        | 33                                                                                   |                | Арбітри: Роман Гофман Гордон Шукіс |

| 12 травня 2018 12:15 | Словаччина | 3 : 4 (ОТ) (1:2, 1:1, 1:0) ОТ (0:1) | Швеція | «Роял Арена» Глядачів: 12,490 |

| Протокол                                                                              | Протокол                    | Протокол | Протокол        | Протокол                            |
| ------------------------------------------------------------------------------------- | --------------------------- | --- | --------------- | ----------------------------------- |
|                                                                                       | Патрік Рибар                | Голкіпери | Магнус Хельберг | Арбітри: Бретт Айверсон Стівен Рено |
| Юрчо (Грман, Кріштоф) — 10:32 Дялога (Надь) — 36:40 Надь (Кріштоф, Чайковскі) — 46:54 | 1:0 1:1 1:2 1:3 2:3 3:3 3:4 | 15:14 — Еверберг (Клінгберг, Ліндгольм) 18:06 — Нюквіст (Баклунд, Е. Густафссон) 24:53 — де ла Росе (Кемпе, Вікстранд) 64:18 — Зібанеджад (Ракелль, Клінгберг) |                 | Арбітри: Бретт Айверсон Стівен Рено |
| 8 хв.                                                                                 | Вилучення                   | 2 хв. |                 | Арбітри: Бретт Айверсон Стівен Рено |
| 28                                                                                    | Кидки                       | 33 |                 | Арбітри: Бретт Айверсон Стівен Рено |

| 12 травня 2018 16:15 | Австрія | 4 : 0 (1:0, 3:0, 0:0) | Білорусь | «Роял Арена» Глядачів: 7,370 |

| Протокол                                                                                        | Протокол           | Протокол  | Протокол                       | Протокол                            |
| ----------------------------------------------------------------------------------------------- | ------------------ | --------- | ------------------------------ | ----------------------------------- |
|                                                                                                 | Бернгард Штаркбаум | Голкіпери | Михайло Карнаухов Віталій Трус | Арбітри: Лінус Елунд Алексі Рантала |
| Вівейрос — 04:14 Комарек (Унтервегер) — 30:38 Раффль (Комарек) — 34:38 Цвергер (Ульмер) — 39:36 | 1:0 2:0 3:0 4:0    |           |                                | Арбітри: Лінус Елунд Алексі Рантала |
| 10 хв.                                                                                          | Вилучення          | 8 хв.     |                                | Арбітри: Лінус Елунд Алексі Рантала |
| 28                                                                                              | Кидки              | 34        |                                | Арбітри: Лінус Елунд Алексі Рантала |

| 12 травня 2018 20:15 | Росія | 4 : 3 (0:0, 3:1, 1:2) | Швейцарія | «Роял Арена» Глядачів: 12,366 |

| Протокол | Протокол                    | Протокол | Протокол   | Протокол                          |
| --- | --------------------------- | --- | ---------- | --------------------------------- |
| | Василь Кошечкін             | Голкіпери                                                                                                   | Рето Берра | Арбітри: Йозеф Кубуш Гордон Шукіс |
| Капризов (Дацюк, Гусєв) — 22:22 Дадонов (Анісімов) — 27:47 Нестеров (Гусєв, Дацюк) — 39:57 Григоренко (Анісімов, Гавриков) — 56:07 | 1:0 1:1 2:1 3:1 3:2 4:2 4:3 | 26:35 — Унтерзандер (Кукан, Корві) 51:52 — Андрігетто (Маєр, Вермін) 58:12 — Гаас (Андрігетто, Нідеррайтер) |            | Арбітри: Йозеф Кубуш Гордон Шукіс |
| 8 хв. | Вилучення                   | 8 хв. |            | Арбітри: Йозеф Кубуш Гордон Шукіс |
| 23 | Кидки                       | 27 |            | Арбітри: Йозеф Кубуш Гордон Шукіс |

| 13 травня 2018 16:15 | Франція | 0 : 6 (0:3, 0:2, 0:1) | Чехія | «Роял Арена» Глядачів: 6,252 |

| Протокол | Протокол                       | Протокол | Протокол     | Протокол                         |
| -------- | ------------------------------ | --- | ------------ | -------------------------------- |
|          | Ронан Кеменер Себастіан Ілонен | Голкіпери | Давід Ріттіх | Арбітри: Йозеф Кубуш Лінус Елунд |
|          | 0:1 0:2 0:3 0:4 0:5 0:6        | 03:41 — Пастрняк (Крейчі) 07:58 — Пастрняк (Яшкін) 14:11 — Яшкін (Крейчик) 21:37 — Горак (Кубалик, Шулак) 27:41 — Горак (Хитіл, Скленічка) 50:32 — Нечас (Крейчик, Полашек) |              | Арбітри: Йозеф Кубуш Лінус Елунд |
| 22 хв.   | Вилучення                      | 4 хв. |              | Арбітри: Йозеф Кубуш Лінус Елунд |
| 10       | Кидки                          | 55 |              | Арбітри: Йозеф Кубуш Лінус Елунд |

| 13 травня 2018 20:15 | Швейцарія | 3 : 5 (0:2, 1:1, 2:2) | Швеція | «Роял Арена» Глядачів: 12,255 |

| Протокол                                                                         | Протокол                        | Протокол | Протокол        | Протокол                                |
| -------------------------------------------------------------------------------- | ------------------------------- | --- | --------------- | --------------------------------------- |
|                                                                                  | Леонардо Дженоні                | Голкіпери | Андерс Нільссон | Арбітри: Антонін Єржабек Алексі Рантала |
| Унтерзандер (Корві) — 38:32 Діас (Фіала, Андрігетто) Кукан (Унтерзандер) — 59:17 | 0:1 0:2 0:3 1:3 2:3 2:4 2:5 3:5 | 05:24 — Клінгберг (Зібанеджад, Екман-Ларссон) 09:18 — Гернквіст (Петтерссон, Баклунд) 21:14 — Баклунд (Ліндгольм) 52:59 — Ларссон (Баклунд) 56:42 — Пяяйярві-Свенссон (Баклунд) |                 | Арбітри: Антонін Єржабек Алексі Рантала |
| 6 хв.                                                                            | Вилучення                       | 8 хв. |                 | Арбітри: Антонін Єржабек Алексі Рантала |
| 23                                                                               | Кидки                           | 41 |                 | Арбітри: Антонін Єржабек Алексі Рантала |

| 14 травня 2018 16:15 | Росія | 4 : 0 (2:0, 0:0, 2:0) | Словаччина | «Роял Арена» Глядачів: 7,732 |

| Протокол | Протокол        | Протокол  | Протокол    | Протокол                             |
| --- | --------------- | --------- | ----------- | ------------------------------------ |
| | Ігор Шестьоркін | Голкіпери | Марек Чиляк | Арбітри: Марк Лемелін Алексі Рантала |
| Мамін (Сошников) — 11:10 Гусєв (Дацюк, Зайцев) — 16:50 Шалунов (Сошников) — 58:49 Міхєєв (Барабанов, Шалунов) — 59:44 | 1:0 2:0 3:0 4:0 |           |             | Арбітри: Марк Лемелін Алексі Рантала |
| 6 хв. | Вилучення       | 6 хв.     |             | Арбітри: Марк Лемелін Алексі Рантала |
| 36 | Кидки           | 23        |             | Арбітри: Марк Лемелін Алексі Рантала |

| 14 травня 2018 20:15 | Чехія | 4 : 3 (2:1, 1:0, 1:2) | Австрія | «Роял Арена» Глядачів: 3,843 |

| Протокол | Протокол                    | Протокол                                                                                     | Протокол     | Протокол                               |
| --- | --------------------------- | -------------------------------------------------------------------------------------------- | ------------ | -------------------------------------- |
| | Павел Францоуз              | Голкіпери                                                                                    | Давід Кікерт | Арбітри: Костянтин Оленін Гордон Шукіс |
| Гика (Кубалик, Шулак) — 00:31 Хитіл (Крейчик) — 02:27 Кубалик (Гика, Нечас) — 25:46 Гика (Факса, Кубалик) — 49:51 | 1:0 2:0 2:1 3:1 4:1 4:2 4:3 | 17:45 — Комарек (Гофер) 50:53 — Раффль (Унтервегер, Хаудум) 57:18 — Раффль (Комарек, Шумніг) |              | Арбітри: Костянтин Оленін Гордон Шукіс |
| 8 хв. | Вилучення                   | 4 хв.                                                                                        |              | Арбітри: Костянтин Оленін Гордон Шукіс |
| 39 | Кидки                       | 27                                                                                           |              | Арбітри: Костянтин Оленін Гордон Шукіс |

| 15 травня 2018 12:15 | Швейцарія | 5 : 1 (2:0, 1:0, 2:1) | Франція | «Роял Арена» Глядачів: 6,573 |

| Протокол | Протокол                | Протокол                            | Протокол     | Протокол                               |
| --- | ----------------------- | ----------------------------------- | ------------ | -------------------------------------- |
| | Леонардо Дженоні        | Голкіпери                           | Флоріан Арді | Арбітри: Костянтин Оленін Гордон Шукіс |
| Гофманн (Гаас, Мюллер) — 12:21 Корві (Нідеррайтер, Маєр) — 15:09 Унтерзандер (Йозі, Корві) — 37:12 Фіала (Гаас, Фора) — 42:21 Мозер (Вермін, Мюллер) — 53:46 | 1:0 2:0 3:0 4:0 4:1 5:1 | 43:10 — Леклерк (Шакіашвілі, Перре) |              | Арбітри: Костянтин Оленін Гордон Шукіс |
| 8 хв. | Вилучення               | 8 хв.                               |              | Арбітри: Костянтин Оленін Гордон Шукіс |
| 34 | Кидки                   | 20                                  |              | Арбітри: Костянтин Оленін Гордон Шукіс |

| 15 травня 2018 16:15 | Білорусь | 4 : 7 (0:2, 2:0, 2:5) | Словаччина | «Роял Арена» Глядачів: 4,857 |

| Протокол | Протокол                                    | Протокол | Протокол                 | Протокол                        |
| --- | ------------------------------------------- | --- | ------------------------ | ------------------------------- |
| | Віталій Трус                                | Голкіпери | Патрік Рибар Марек Чиляк | Арбітри: Ян Грібик Марк Лемелін |
| Кітаров (Дрозд, Фальковський) — 33:24 Лінгле (Левша, Платт) — 35:00 Ковиршин (Сушко, Павлович) — 48:37 Воробей (Шарангович, Платт) — 50:18 | 0:1 0:2 1:2 2:2 2:3 3:3 4:3 4:4 4:5 4:6 4:7 | 00:18 — Бакош (Надь, Секера) 10:07 — Юрчо (Бакош, Надь) 47:53 — Бакош (Надь) 51:17 — Юрчо (Бакош, Надь) 54:57 — Говорка (Кріштоф) 55:48 — Дялога 59:42 — Кріштоф (Юрчо, Надь) |                          | Арбітри: Ян Грібик Марк Лемелін |
| 8 хв. | Вилучення                                   | 12 хв. |                          | Арбітри: Ян Грібик Марк Лемелін |
| 24 | Кидки                                       | 46 |                          | Арбітри: Ян Грібик Марк Лемелін |

| 15 травня 2018 20:15 | Росія | 1 : 3 (1:0, 0:2, 0:1) | Швеція | «Роял Арена» Глядачів: 12,490 |

| Протокол                        | Протокол        | Протокол | Протокол        | Протокол                         |
| ------------------------------- | --------------- | --- | --------------- | -------------------------------- |
|                                 | Василь Кошечкін | Голкіпери                                                                                                   | Андерс Нільссон | Арбітри: Олівер Гуен Тімоті Маєр |
| Капризов (Гусєв, Дацюк) — 02:44 | 1:0 1:1 1:2 1:3 | 29:27 — Зібанеджад (Екман-Ларссон, Нюквіст) 36:04 — Ракелль (Зібанеджад, Янмарк) 58:55 — Екгольм (Нільссон) |                 | Арбітри: Олівер Гуен Тімоті Маєр |
| 4 хв.                           | Вилучення       | 14 хв. |                 | Арбітри: Олівер Гуен Тімоті Маєр |
| 31                              | Кидки           | 29 |                 | Арбітри: Олівер Гуен Тімоті Маєр |

### Група В
| Поз | Команда            | М | В | ВО | ПО | П | ГЗ | ГП | Різ | О  | Кваліфікація або пониження |
| --- | ------------------ | - | - | -- | -- | - | -- | -- | --- | -- | -------------------------- |
| 1   | Фінляндія          | 7 | 5 | 0  | 1  | 1 | 38 | 11 | +27 | 16 | Плей-оф                    |
| 2   | США                | 7 | 4 | 2  | 0  | 1 | 39 | 16 | +23 | 16 | Плей-оф                    |
| 3   | Канада             | 7 | 4 | 1  | 1  | 1 | 32 | 12 | +20 | 15 | Плей-оф                    |
| 4   | Латвія             | 7 | 3 | 1  | 2  | 1 | 16 | 16 | 0   | 13 | Плей-оф                    |
| 5   | Данія (H)          | 7 | 3 | 1  | 0  | 3 | 13 | 17 | −4  | 11 |                            |
| 6   | Німеччина          | 7 | 1 | 1  | 2  | 3 | 16 | 20 | −4  | 7  |                            |
| 7   | Норвегія           | 7 | 1 | 1  | 1  | 4 | 13 | 31 | −18 | 6  |                            |
| 8   | Південна Корея (R) | 7 | 0 | 0  | 0  | 7 | 4  | 48 | −44 | 0  | Вибуває до Дивізіону ІА    |

1. 1 2  Фінляндія 6–2 США

- Час початку матчів місцевий (UTC+2)

| 4 травня 2018 16:15 | США | 5 : 4 (Бул.) (1:2, 2:1, 1:1) ОТ (0:0) Бул. (1:0) | Канада | «Боксен Арена» Глядачів: 9,632 |

| Протокол | Протокол                               | Протокол | Протокол     | Протокол                             |
| --- | -------------------------------------- | --- | ------------ | ------------------------------------ |
| | Кейт Кінкейд                           | Голкіпери | Дарсі Кемпер | Арбітри: Антонін Єржабек Лінус Елунд |
| Лі (Томпсон, Дебрінкет) — 13:59 Ларкін (Крейдер, Остерле) — 20:43 Дж. Годро (Кейн, Коулмен) — 30:00 Ларкін (Крейдер, Аткінсон) — 43:27 Аткінсон Кейн Дж. Годро Г'юз Ларкін Аткінсон | 0:1 0:2 1:2 2:2 3:2 3:3 4:3 4:4 Буліти | 00:47 — Дюбуа (Хорват) 12:23 — О'Райллі (Бейлі) 37:53 — Бовільє (Екблад, Барзал) 50:48 — Парайко (Мак-Девід) Барзал Еберле Шенн Ньюджент-Гопкінс Хорват Еберле |              | Арбітри: Антонін Єржабек Лінус Елунд |
| 6 хв. | Вилучення                              | 6 хв. |              | Арбітри: Антонін Єржабек Лінус Елунд |
| 25 | Кидки                                  | 44 |              | Арбітри: Антонін Єржабек Лінус Елунд |

| 4 травня 2018 20:15 | Німеччина | 2 : 3 (Бул.) (0:0, 1:2, 1:0) ОТ (0:0) Бул. (0:1) | Данія | «Боксен Арена» Глядачів: 9,982 |

| Протокол                                                                                               | Протокол               | Протокол | Протокол          | Протокол                            |
| --- | ---------------------- | --- | ----------------- | ----------------------------------- |
| | Тімо Пільмеєр          | Голкіпери | Фредерік Андерсен | Арбітри: Йозеф Кубуш Алексі Рантала |
| Драйзайтль (Егліз) — 32:12 Еліц (Драйзайтль, Мюллер) — 50:43 Гагер Плахта Д. Кахун Драйзайтль Міхаеліс | 0:1 1:1 1:2 2:2 Буліти | 28:44 — Є. Єнсен (Є. Б. Єнсен, Ф. Нільсен) 35:17 — Сторм (Гардт, Ларсен) Бйоркстранд Ф. Нільсен Н. Єнсен Якобсен |                   | Арбітри: Йозеф Кубуш Алексі Рантала |
| 8 хв.                                                                                                  | Вилучення              | 4 хв. |                   | Арбітри: Йозеф Кубуш Алексі Рантала |
| 37 | Кидки                  | 29 |                   | Арбітри: Йозеф Кубуш Алексі Рантала |

| 5 травня 2018 12:15 | Норвегія | 2 : 3 (ОТ) (2:0, 0:1, 0:1) ОТ (0:1) | Латвія | «Боксен Арена» Глядачів: 8,441 |

| Протокол                                                           | Протокол            | Протокол                                                                                         | Протокол         | Протокол                          |
| ------------------------------------------------------------------ | ------------------- | ------------------------------------------------------------------------------------------------ | ---------------- | --------------------------------- |
|                                                                    | Ларс Хауген         | Голкіпери                                                                                        | Елвіс Мерзлікінс | Арбітри: Роман Гофман Йозеф Кубуш |
| Бастіансен (Треттенес, Голес) — 08:14 Бонсаксен (М. Олімб) — 12:12 | 1:0 2:0 2:1 2:2 2:3 | 26:20 — Балчерс (Сотнієкс, Галвіньш) 51:04 — Аболс (Карсумс, Редліхс) 60:24 — Балчерс (Джеріньш) |                  | Арбітри: Роман Гофман Йозеф Кубуш |
| 2 хв.                                                              | Вилучення           | 6 хв.                                                                                            |                  | Арбітри: Роман Гофман Йозеф Кубуш |
| 15                                                                 | Кидки               | 21                                                                                               |                  | Арбітри: Роман Гофман Йозеф Кубуш |

| 5 травня 2018 16:15 | Фінляндія | 8 : 1 (2:0, 3:1, 3:0) | Південна Корея | «Боксен Арена» Глядачів: 8,930 |

| Протокол | Протокол                            | Протокол                 | Протокол    | Протокол                             |
| --- | ----------------------------------- | ------------------------ | ----------- | ------------------------------------ |
| | Гаррі Сятері                        | Голкіпери                | Метт Далтон | Арбітри: Антонін Єржабек Стівен Рено |
| Аго (Терявяйнен, Рійкола) — 03:41 Терявяйнен (Аго) — 05:55 Аго (Рантанен, Терявяйнен) — 28:46 Савінайнен (Аго, Терявяйнен) — 32:21 Нутіваара (Песонен) — 38:52 Мяєналанен (Песонен, Анттіла) — 46:01 Капанен (Мяєналанен, Анттіла) — 53:51 | 1:0 2:0 3:0 4:0 4:1 5:1 6:1 7:1 8:1 | 33:00 — Свіфт (Радунске) |             | Арбітри: Антонін Єржабек Стівен Рено |
| 8 хв. | Вилучення                           | 6 хв.                    |             | Арбітри: Антонін Єржабек Стівен Рено |
| 45 | Кидки                               | 9                        |             | Арбітри: Антонін Єржабек Стівен Рено |

| 5 травня 2018 20:15 | Данія | 0 : 4 (0:1, 0:2, 0:1) | США | «Боксен Арена» Глядачів: 10,800 |

| Протокол | Протокол          | Протокол | Протокол     | Протокол                             |
| -------- | ----------------- | --- | ------------ | ------------------------------------ |
|          | Фредерік Андерсен | Голкіпери | Кейт Кінкейд | Арбітри: Бретт Айверсон Гордон Шукіс |
|          | 0:1 0:2 0:3 0:4   | 16:06 — Бутчер (Дж. Годро) 22:42 — Крейдер (Раян, Г'юз) 29:14 — Аткінсон (Крейдер, Єнсен) 54:11 — Єнсен (Бутчер, Кейн) |              | Арбітри: Бретт Айверсон Гордон Шукіс |
| 6 хв.    | Вилучення         | 8 хв. |              | Арбітри: Бретт Айверсон Гордон Шукіс |
| 20       | Кидки             | 43 |              | Арбітри: Бретт Айверсон Гордон Шукіс |

| 6 травня 2018 12:15 | Південна Корея | 0 : 10 (0:2, 0:6, 0:2) | Канада | «Боксен Арена» Глядачів: 3,902 |

| Протокол | Протокол                                 | Протокол | Протокол          | Протокол                             |
| -------- | ---------------------------------------- | --- | ----------------- | ------------------------------------ |
|          | Метт Далтон Пак Сун Дже                  | Голкіпери | Кертіс Макелхінні | Арбітри: Роман Гофман Алексі Рантала |
|          | 0:1 0:2 0:3 0:4 0:5 0:6 0:7 0:8 0:9 0:10 | 08:41 — Ньюджент-Гопкінс (Шварц, Мак-Девід) 17:16 — Жост (Еберле, Барзал) 21:07 — Парайко (Мак-Девід, Екблад) 21:57 — О'Райллі (Барзал) 22:32 — Дюбуа (Едмундсон, Пажо) 27:33 — Шенн (Екблад, Бейлі) 36:24 — Жост (Хорват, Дюбуа) 36:42 — Едмундсон (Барзал, Бовільє) 44:40 — Мак-Девід (Пулок, Дюбуа) 48:55 — Еберле (Едмундсон, Жост) |                   | Арбітри: Роман Гофман Алексі Рантала |
| 10 хв.   | Вилучення                                | 6 хв. |                   | Арбітри: Роман Гофман Алексі Рантала |
| 25       | Кидки                                    | 50 |                   | Арбітри: Роман Гофман Алексі Рантала |

| 6 травня 2018 16:15 | Німеччина | 4 : 5 (Бул.) (2:2, 1:1, 1:1) ОТ (0:0) Бул. (0:1) | Норвегія | «Боксен Арена» Глядачів: 5,491 |

| Протокол | Протокол                               | Протокол | Протокол         | Протокол                            |
| --- | -------------------------------------- | --- | ---------------- | ----------------------------------- |
| | Тімо Пільмеєр                          | Голкіпери | Генрік Гаукеланд | Арбітри: Бретт Айверсон Стівен Рено |
| Гагер (Драйзайтль, Плахта) — 14:30 Міхаеліс (Небельс, Й. Мюллер) — 18:41 Гагер (Драйзайтль) — 27:31 Я. Зайденберг (Плахта, Драйзайтль) Пітта Гагер Д. Кахун | 0:1 0:2 1:2 2:2 2:3 3:3 3:4 4:4 Буліти | 01:41 — К. А. Олімб 07:31 — Ольсен (Ліндстрем, М. Олімб) 21:36 — Бастіансен (Сальстен, Ольсен) 50:13 — Сорвік Треттенес Еспеланд Ліндстрем Бастіансен |                  | Арбітри: Бретт Айверсон Стівен Рено |
| 8 хв. | Вилучення                              | 12 хв. |                  | Арбітри: Бретт Айверсон Стівен Рено |
| 44 | Кидки                                  | 37 |                  | Арбітри: Бретт Айверсон Стівен Рено |

| 6 травня 2018 20:15 | Латвія | 1 : 8 (0:3, 0:2, 1:3) | Фінляндія | «Боксен Арена» Глядачів: 6,174 |

| Протокол                    | Протокол                            | Протокол | Протокол    | Протокол                          |
| --------------------------- | ----------------------------------- | --- | ----------- | --------------------------------- |
|                             | Крістерс Гудлевскіс                 | Голкіпери | Вілле Хуссо | Арбітри: Лінус Елунд Гордон Шукіс |
| Букартс (Балінскіс) — 51:38 | 0:1 0:2 0:3 0:4 0:5 0:6 0:7 0:8 1:8 | 01:24 — Аго (Савінайнен) 07:44 — Савінайнен (Хейсканен, Аго) 17:16 — Суомела 27:31 — Аго 34:49 — Савінайнен (Терявяйнен, Аго) 46:29 — Терявяйнен (Рантанен, Гранлунд) 47:28 — Рантанен (Аго, Терявяйнен) 51:10 — Терявяйнен (Нутіваара, Аго) |             | Арбітри: Лінус Елунд Гордон Шукіс |
| 10 хв.                      | Вилучення                           | 10 хв. |             | Арбітри: Лінус Елунд Гордон Шукіс |
| 19                          | Кидки                               | 29 |             | Арбітри: Лінус Елунд Гордон Шукіс |

| 7 травня 2018 16:15 | США | 3 : 0 (0:0, 2:0, 1:0) | Німеччина | «Боксен Арена» Глядачів: 10,301 |

| Протокол                                                                              | Протокол     | Протокол  | Протокол       | Протокол                                |
| ------------------------------------------------------------------------------------- | ------------ | --------- | -------------- | --------------------------------------- |
|                                                                                       | Кейт Кінкейд | Голкіпери | Ніклас Тройтле | Арбітри: Антонін Єржабек Алексі Рантала |
| Кейн (Дж. Годро, Аткінсон) — 30:02 Раян (Кейн, Г'юз) — 32:07 Дебрінкет (Кейн) — 50:38 | 1:0 2:0 3:0  |           |                | Арбітри: Антонін Єржабек Алексі Рантала |
| 8 хв.                                                                                 | Вилучення    | 12 хв.    |                | Арбітри: Антонін Єржабек Алексі Рантала |
| 36                                                                                    | Кидки        | 24        |                | Арбітри: Антонін Єржабек Алексі Рантала |

| 7 травня 2018 20:15 | Канада | 7 : 1 (2:0, 3:0, 2:1) | Данія | «Боксен Арена» Глядачів: 10,800 |

| Протокол | Протокол                        | Протокол                           | Протокол      | Протокол                         |
| --- | ------------------------------- | ---------------------------------- | ------------- | -------------------------------- |
| | Кертіс Макелхінні               | Голкіпери                          | Себастіан Дам | Арбітри: Йозеф Кубуш Лінус Елунд |
| Бейлі (Барзал, Шенн) — 08:25 Екблад (Мак-Девід, Шварц) — 11:57 Еберле (Мак-Девід, Парайко) — 24:16 О'Райллі (Бейлі, Шенн) — 26:53 Ньюджент-Гопкінс — 27:17 Ньюджент-Гопкінс (Мак-Девід, Шабо) — 46:43 Жост (Нерс, Барзал) | 1:0 2:0 3:0 4:0 5:0 6:0 6:1 7:1 | 51:53 — Є. Б. Єнсен (О. Лаурідсен) |               | Арбітри: Йозеф Кубуш Лінус Елунд |
| 6 хв. | Вилучення                       | 6 хв.                              |               | Арбітри: Йозеф Кубуш Лінус Елунд |
| 31 | Кидки                           | 15                                 |               | Арбітри: Йозеф Кубуш Лінус Елунд |

| 8 травня 2018 16:15 | Південна Корея | 0 : 5 (0:2, 0:1, 0:2) | Латвія | «Боксен Арена» Глядачів: 5,227 |

| Протокол | Протокол            | Протокол | Протокол         | Протокол                          |
| -------- | ------------------- | --- | ---------------- | --------------------------------- |
|          | Метт Далтон         | Голкіпери | Елвіс Мерзлікінс | Арбітри: Марк Лемелін Тімоті Маєр |
|          | 0:1 0:2 0:3 0:4 0:5 | 11:46 — Мейя (Рубінс) 18:45 — Кєниньш (Балчерс, Аболс) 28:22 — Букартс (Карсумс, Сотнієкс) 41:33 — Балчерс (Індрашіс, Аболс) 59:59 — Букартс (Аболс, Індрашіс) |                  | Арбітри: Марк Лемелін Тімоті Маєр |
| 18 хв.   | Вилучення           | 4 хв. |                  | Арбітри: Марк Лемелін Тімоті Маєр |
| 16       | Кидки               | 38 |                  | Арбітри: Марк Лемелін Тімоті Маєр |

| 8 травня 2018 20:15 | Фінляндія | 7 : 0 (2:0, 4:0, 1:0) | Норвегія | «Боксен Арена» Глядачів: 4,617 |

| Протокол | Протокол                    | Протокол  | Протокол    | Протокол                              |
| --- | --------------------------- | --------- | ----------- | ------------------------------------- |
| | Гаррі Сятері                | Голкіпери | Ларс Хауген | Арбітри: Олівер Гуен Костянтин Оленін |
| Савінайнен (Аго, Нутіваара) — 04:03 Анттіла — 07:13 Терявяйнен (Гранлунд, Койвісто) — 21:01 Капанен (Хейсканен, Рантанен) — 23:41 Нутіваара (Рантанен, Гранлунд) — 38:18 Гранлунд (Терявяйнен, Хонка) — 39:45 Мяєналанен (Маннінен) — 57:45 | 1:0 2:0 3:0 4:0 5:0 6:0 7:0 |           |             | Арбітри: Олівер Гуен Костянтин Оленін |
| 8 хв. | Вилучення                   | 8 хв.     |             | Арбітри: Олівер Гуен Костянтин Оленін |
| 34 | Кидки                       | 10        |             | Арбітри: Олівер Гуен Костянтин Оленін |

| 9 травня 2018 16:15 | Німеччина | 6 : 1 (1:0, 3:0, 2:1) | Південна Корея | «Боксен Арена» Глядачів: 7,092 |

| Протокол | Протокол                    | Протокол              | Протокол    | Протокол                           |
| --- | --------------------------- | --------------------- | ----------- | ---------------------------------- |
| | Ніклас Тройтле              | Голкіпери             | Метт Далтон | Арбітри: Ян Грібик Мікко Каукокарі |
| Драйзайтль (Плахта, Я. Зайденберг) — 10:02 Егліз (Плахта, Я. Зайденберг) — 20:41 Гагер (Гольцер, Драйзайтль) — 29:27 Тіффельс (Міхаеліс) — 34:42 Егліз (Д. Кахун, Драйзайтль) — 48:37 Я. Зайденберг (Плахта) — 52:33 | 1:0 2:0 3:0 4:0 5:0 6:0 6:1 | 57:01 — Радунске (Ан) |             | Арбітри: Ян Грібик Мікко Каукокарі |
| 28 хв. | Вилучення                   | 18 хв.                |             | Арбітри: Ян Грібик Мікко Каукокарі |
| 42 | Кидки                       | 26                    |             | Арбітри: Ян Грібик Мікко Каукокарі |

| 9 травня 2018 20:15 | Фінляндія | 2 : 3 (0:0, 1:2, 1:1) | Данія | «Боксен Арена» Глядачів: 10,800 |

| Протокол                                                                  | Протокол            | Протокол | Протокол          | Протокол                          |
| ------------------------------------------------------------------------- | ------------------- | --- | ----------------- | --------------------------------- |
|                                                                           | Вілле Хуссо         | Голкіпери | Фредерік Андерсен | Арбітри: Тімоті Маєр Тобіас Верлі |
| Аго (Терявяйнен, Гранлунд) — 34:33 Гранлунд (Койвісто, Нутіваара) — 55:50 | 0:1 1:1 1:2 2:2 2:3 | 32:28 — Ф. Нільсен (Є. Б. Єнсен, Бедкер) 37:10 — Бйоркстранд (Бедкер, О. Лаурідсен) 58:01 — Гардт (Бедкер, Ф. Нільсен) |                   | Арбітри: Тімоті Маєр Тобіас Верлі |
| 12 хв.                                                                    | Вилучення           | 10 хв. |                   | Арбітри: Тімоті Маєр Тобіас Верлі |
| 35                                                                        | Кидки               | 17 |                   | Арбітри: Тімоті Маєр Тобіас Верлі |

| 10 травня 2018 16:15 | США | 3 : 2 (ОТ) (1:1, 1:1, 0:0) ОТ (1:0) | Латвія | «Боксен Арена» Глядачів: 5,215 |

| Протокол                                                                                              | Протокол            | Протокол                                                                            | Протокол         | Протокол                              |
| --- | ------------------- | ----------------------------------------------------------------------------------- | ---------------- | ------------------------------------- |
| | Кейт Кінкейд        | Голкіпери                                                                           | Елвіс Мерзлікінс | Арбітри: Олівер Гуен Костянтин Оленін |
| Крейдер (Дебрінкет, Ларкін) — 11:39 Вайт (Дебрінкет, Кейн) — 37:38 Аткінсон (Дж. Годро, Кейн) — 61:23 | 1:0 1:1 1:2 2:2 3:2 | 17:52 — Балінскіс (Блюгерс, Ріх. Букартс) 23:20 — Джеріньш (Індрашіс, Роб. Букартс) |                  | Арбітри: Олівер Гуен Костянтин Оленін |
| 12 хв.                                                                                                | Вилучення           | 16 хв.                                                                              |                  | Арбітри: Олівер Гуен Костянтин Оленін |
| 33 | Кидки               | 19                                                                                  |                  | Арбітри: Олівер Гуен Костянтин Оленін |

| 10 травня 2018 20:15 | Норвегія | 0 : 5 (0:3, 0:1, 0:1) | Канада | «Боксен Арена» Глядачів: 5,139 |

| Протокол | Протокол            | Протокол | Протокол                       | Протокол                              |
| -------- | ------------------- | --- | ------------------------------ | ------------------------------------- |
|          | Ларс Хауген         | Голкіпери | Кертіс Макелхінні Дарсі Кемпер | Арбітри: Мікко Каукокарі Марк Лемелін |
|          | 0:1 0:2 0:3 0:4 0:5 | 01:23 — Мак-Девід (Парайко) 12:49 — Хорват (Пажо) 15:41 — Мак-Девід (Шварц) 28:03 — Мак-Девід (Парайко, Ньюджент-Гопкінс) 42:24 — Хорват (Дюбуа) |                                | Арбітри: Мікко Каукокарі Марк Лемелін |
| 22 хв.   | Вилучення           | 16 хв. |                                | Арбітри: Мікко Каукокарі Марк Лемелін |
| 10       | Кидки               | 33 |                                | Арбітри: Мікко Каукокарі Марк Лемелін |

| 11 травня 2018 16:15 | Данія | 3 : 0 (1:0, 2:0, 0:0) | Норвегія | «Боксен Арена» Глядачів: 10,800 |

| Протокол | Протокол          | Протокол  | Протокол         | Протокол                       |
| --- | ----------------- | --------- | ---------------- | ------------------------------ |
| | Фредерік Андерсен | Голкіпери | Генрік Геукеланн | Арбітри: Ян Грібик Тімоті Маєр |
| Н. Єнсен (Ларсен, Регін) — 19:13 Н. Єнсен (Ларсен, Бйоркстранд) — 26:17 Сторм (Бедкер, Є. Б. Єнсен) — 33:58 | 1:0 2:0 3:0       |           |                  | Арбітри: Ян Грібик Тімоті Маєр |
| 10 хв. | Вилучення         | 12 хв.    |                  | Арбітри: Ян Грібик Тімоті Маєр |
| 25 | Кидки             | 21        |                  | Арбітри: Ян Грібик Тімоті Маєр |

| 11 травня 2018 20:15 | США | 13 : 1 (4:1, 4:0, 5:0) | Південна Корея | «Боксен Арена» Глядачів: 7,563 |

| Протокол | Протокол                                                    | Протокол                              | Протокол                | Протокол                              |
| --- | ----------------------------------------------------------- | ------------------------------------- | ----------------------- | ------------------------------------- |
| | Скотт Дарлінг                                               | Голкіпери                             | Метт Далтон Пак Сун Дже | Арбітри: Мікаель Шеквіст Тобіас Верлі |
| Лі (Ларкін, Дж. Годро) — 08:35 Кейн (Дж. Годро) — 12:56 МакЕвой (Кейн, Дж. Годро) — 13:29 МакЕвой (Крейдер, Ларкін) — 19:16 Раян (Мартінес) — 23:42 Коулмен (Мартінес, Вайт) — 27:06 Кейн (МакЕвой) — 28:41 Аткінсон (Кейн, МакЕвой) — 32:18 Томпсон (Мілано, Єнсен) — 45:06 Аткінсон (Кейн, МакЕвой) — 46:11 Піонк (Бутчер) — 49:09 Раян (Дебрінкет, Піонк) — 51:40 Мілано (Дебрінкет, Томпсон) — 58:50 | 0:1 1:1 2:1 3:1 4:1 5:1 6:1 7:1 8:1 9:1 10:1 11:1 12:1 13:1 | 05:23 — Ан (Кім Сан Ук, Кім Вон Джун) |                         | Арбітри: Мікаель Шеквіст Тобіас Верлі |
| 10 хв. | Вилучення                                                   | 22 хв.                                |                         | Арбітри: Мікаель Шеквіст Тобіас Верлі |
| 57 | Кидки                                                       | 13                                    |                         | Арбітри: Мікаель Шеквіст Тобіас Верлі |

| 12 травня 2018 12:15 | Латвія | 3 : 1 (0:0, 1:0, 2:1) | Німеччина | «Боксен Арена» Глядачів: 8,997 |

| Протокол | Протокол         | Протокол                      | Протокол       | Протокол                             |
| --- | ---------------- | ----------------------------- | -------------- | ------------------------------------ |
| | Елвіс Мерзлікінс | Голкіпери                     | Ніклас Тройтле | Арбітри: Мікко Каукокарі Тімоті Маєр |
| Кєниньш (Аболс, Балчерс) — 36:54 Галвіньш (Індрашіс, Джеріньш) — 40:15 Джеріньш (Редліхс, Фрейбергс) — 47:54 | 1:0 2:0 3:0 3:1  | 48:40 — Д. Кахун (Драйзайтль) |                | Арбітри: Мікко Каукокарі Тімоті Маєр |
| 4 хв. | Вилучення        | 14 хв.                        |                | Арбітри: Мікко Каукокарі Тімоті Маєр |
| 32 | Кидки            | 34                            |                | Арбітри: Мікко Каукокарі Тімоті Маєр |

| 12 травня 2018 16:15 | Данія | 3 : 1 (0:0, 2:1, 1:0) | Південна Корея | «Боксен Арена» Глядачів: 10,591 |

| Протокол                                                                                               | Протокол          | Протокол                        | Протокол    | Протокол                             |
| --- | ----------------- | ------------------------------- | ----------- | ------------------------------------ |
| | Фредерік Андерсен | Голкіпери                       | Метт Далтон | Арбітри: Олівер Гуен Мікаель Шеквіст |
| Ф. Нільсен (Д. Нільсен) — 22:55 Є. Єнсен (Бйоркстранд) — 32:14 Гардт (Ф. Нільсен, Є. Б. Єнсен) — 56:35 | 1:0 1:1 2:1 3:1   | 24:18 — Кім Гі Сон (Кім Сан Ук) |             | Арбітри: Олівер Гуен Мікаель Шеквіст |
| 4 хв.                                                                                                  | Вилучення         | 8 хв.                           |             | Арбітри: Олівер Гуен Мікаель Шеквіст |
| 28 | Кидки             | 14                              |             | Арбітри: Олівер Гуен Мікаель Шеквіст |

| 12 травня 2018 20:15 | Канада | 1 : 5 (1:3, 0:0, 0:0) | Фінляндія | «Боксен Арена» Глядачів: 9,313 |

| Протокол              | Протокол                       | Протокол | Протокол     | Протокол                               |
| --------------------- | ------------------------------ | --- | ------------ | -------------------------------------- |
|                       | Кертіс Макелхінні Дарсі Кемпер | Голкіпери | Гаррі Сятері | Арбітри: Марк Лемелін Костянтин Оленін |
| Пажо (Хорват) — 10:55 | 0:1 1:1 1:2 1:3 1:4 1:5        | 08:50 — Рантанен 13:48 — Песонен (Нутіваара, Толванен) 16:35 — Рантанен (Гранлунд, Терявяйнен) 45:17 — Толванен 45:27 — Терявяйнен (Аго) |              | Арбітри: Марк Лемелін Костянтин Оленін |
| 22 хв.                | Вилучення                      | 16 хв. |              | Арбітри: Марк Лемелін Костянтин Оленін |
| 31                    | Кидки                          | 22 |              | Арбітри: Марк Лемелін Костянтин Оленін |

| 13 травня 2018 16:15 | Норвегія | 3 : 9 (0:3, 1:4, 2:2) | США | «Боксен Арена» Глядачів: 4,553 |

| Протокол                                                                                                | Протокол                                        | Протокол | Протокол                   | Протокол                           |
| --- | ----------------------------------------------- | --- | -------------------------- | ---------------------------------- |
| | Ларс Хауген Генрік Геукеланн                    | Голкіпери | Кейт Кінкейд Скотт Дарлінг | Арбітри: Роман Гофман Тобіас Верлі |
| Форсберг (Ліндстрем) — 27:00 К. А. Олімб (Бонсаксен, Голес) — 46:05 М. Олімб (Ліндстрем, Булль) — 47:09 | 0:1 0:2 0:3 0:4 1:4 1:5 1:6 1:7 1:8 2:8 3:8 3:9 | 08:24 — Кейн (МакЕвой, Аткінсон) 12:18 — Кейн (Дебрінкет, Аткінсон) 15:25 — МакЕвой (Дебрінкет) 21:03 — Ларкін 30:38 — Мартінес (Ларкін) 36:40 — Лі (Ларкін, Дж. Годро) 39:08 — Аткінсон (Єнсен, Кейн) 42:50 — Вайт (Боніно, Мерфі) 57:27 — Піонк (Боніно, Крейдер) |                            | Арбітри: Роман Гофман Тобіас Верлі |
| 10 хв.                                                                                                  | Вилучення                                       | 22 хв. |                            | Арбітри: Роман Гофман Тобіас Верлі |
| 26 | Кидки                                           | 48 |                            | Арбітри: Роман Гофман Тобіас Верлі |

| 13 травня 2018 20:15 | Німеччина | 3 : 2 (ОТ) (0:1, 2:0, 0:1) ОТ (1:0) | Фінляндія | «Боксен Арена» Глядачів: 5,077 |

| Протокол                                                                                                 | Протокол            | Протокол                                                      | Протокол    | Протокол                       |
| --- | ------------------- | ------------------------------------------------------------- | ----------- | ------------------------------ |
| | Матіас Нідербергер  | Голкіпери                                                     | Вілле Хуссо | Арбітри: Олівер Гуен Ян Грібик |
| Тіффельс (Я. Зайденберг, Міхаеліс) — 25:56 Крупп (Гагер, Айзеншмід) — 38:48 Айзеншмід (Д. Кахун) — 62:00 | 0:1 1:1 2:1 2:2 3:2 | 02:26 — Толванен (Рійкола) 57:54 — Аго (Гранлунд, Терявяйнен) |             | Арбітри: Олівер Гуен Ян Грібик |
| 6 хв. | Вилучення           | 4 хв.                                                         |             | Арбітри: Олівер Гуен Ян Грібик |
| 15 | Кидки               | 38                                                            |             | Арбітри: Олівер Гуен Ян Грібик |

| 14 травня 2018 16:15 | Південна Корея | 0 : 3 (0:1, 0:0, 0:2) | Норвегія | «Боксен Арена» Глядачів: 3,330 |

| Протокол | Протокол    | Протокол | Протокол    | Протокол                                |
| -------- | ----------- | --- | ----------- | --------------------------------------- |
|          | Метт Далтон | Голкіпери | Ларс Хауген | Арбітри: Бретт Айверсон Мікко Каукокарі |
|          | 0:1 0:2 0:3 | 13:35 — Ліндстрем (М. Олімб, Еспеланд) 46:55 — Ольсен (Бастіансен, Еспеланд) 50:02 — Голес (К. А. Олімб, Торесен) |             | Арбітри: Бретт Айверсон Мікко Каукокарі |
| 12 хв.   | Вилучення   | 2 хв. |             | Арбітри: Бретт Айверсон Мікко Каукокарі |
| 17       | Кидки       | 30 |             | Арбітри: Бретт Айверсон Мікко Каукокарі |

| 14 травня 2018 20:15 | Канада | 2 : 1 (ОТ) (1:0, 0:0, 0:1) ОТ (1:0) | Латвія | «Боксен Арена» Глядачів: 2,966 |

| Протокол                                                            | Протокол     | Протокол                               | Протокол            | Протокол                          |
| ------------------------------------------------------------------- | ------------ | -------------------------------------- | ------------------- | --------------------------------- |
|                                                                     | Дарсі Кемпер | Голкіпери                              | Крістерс Гудлевскіс | Арбітри: Стівен Рено Тобіас Верлі |
| Бовільє (Пажо, Барзал) — 02:51 Мак-Девід (Ньюджент-Гопкінс) — 60:46 | 1:0 1:1 2:1  | 41:50 — Рубінс (Роб. Букартс, Блюгерс) |                     | Арбітри: Стівен Рено Тобіас Верлі |
| 4 хв.                                                               | Вилучення    | 4 хв.                                  |                     | Арбітри: Стівен Рено Тобіас Верлі |
| 33                                                                  | Кидки        | 15                                     |                     | Арбітри: Стівен Рено Тобіас Верлі |

| 15 травня 2018 12:15 | Фінляндія | 6 : 2 (2:0, 1:0, 3:2) | США | «Боксен Арена» Глядачів: 6,343 |

| Протокол | Протокол                        | Протокол                                               | Протокол     | Протокол                                |
| --- | ------------------------------- | ------------------------------------------------------ | ------------ | --------------------------------------- |
| | Гаррі Сятері                    | Голкіпери                                              | Кейт Кінкейд | Арбітри: Бретт Айверсон Мікаель Шеквіст |
| Аго (Савінайнен) — 10:17 Аго (Нутіваара) — 17:15 Рантанен (Нутіваара, Гранлунд) — 37:51 Анттіла (Маннінен) — 47:42 Капанен (Толванен, Савінайнен) — 53:57 Аго (Ківісто) — 56:45 | 1:0 2:0 3:0 4:0 4:1 5:1 5:2 6:2 | 51:33 — Кейн (МакЕвой) 54:44 — Раян (МакЕвой, Крейдер) |              | Арбітри: Бретт Айверсон Мікаель Шеквіст |
| 8 хв. | Вилучення                       | 10 хв.                                                 |              | Арбітри: Бретт Айверсон Мікаель Шеквіст |
| 36 | Кидки                           | 37                                                     |              | Арбітри: Бретт Айверсон Мікаель Шеквіст |

| 15 травня 2018 16:15 | Канада | 3 : 0 (1:0, 1:0, 1:0) | Німеччина | «Боксен Арена» Глядачів: 6,200 |

| Протокол | Протокол     | Протокол  | Протокол       | Протокол                          |
| --- | ------------ | --------- | -------------- | --------------------------------- |
| | Дарсі Кемпер | Голкіпери | Ніклас Тройтле | Арбітри: Роман Гофман Стівен Рено |
| Шенн (Ньюджент-Гопкінс, Мак-Девід) — 00:20 Ньюджент-Гопкінс (Мак-Девід, Екблад) — 28:14 Жост (Едмундсон) — 49:48 | 1:0 2:0 3:0  |           |                | Арбітри: Роман Гофман Стівен Рено |
| 4 хв. | Вилучення    | 6 хв.     |                | Арбітри: Роман Гофман Стівен Рено |
| 30 | Кидки        | 12        |                | Арбітри: Роман Гофман Стівен Рено |

| 15 травня 2018 20:15 | Латвія | 1 : 0 (1:0, 0:0, 0:0) | Данія | «Боксен Арена» Глядачів: 10,800 |

| Протокол                    | Протокол         | Протокол  | Протокол          | Протокол                             |
| --------------------------- | ---------------- | --------- | ----------------- | ------------------------------------ |
|                             | Елвіс Мерзлікінс | Голкіпери | Фредерік Андерсен | Арбітри: Антонін Єржабек Йозеф Кубуш |
| Джеріньш (Індрашіс) — 09:14 | 1:0              |           |                   | Арбітри: Антонін Єржабек Йозеф Кубуш |
| 2 хв.                       | Вилучення        | 16 хв.    |                   | Арбітри: Антонін Єржабек Йозеф Кубуш |
| 28                          | Кидки            | 19        |                   | Арбітри: Антонін Єржабек Йозеф Кубуш |

## Плей-оф
|  | Чвертьфінали | Чвертьфінали | Чвертьфінали |   |           | Півфінали | Півфінали | Півфінали           |     |      | Фінал         | Фінал  | Фінал |
|  |              |              |              |   |           |           |           |                     |     |      |               |        |       |
|  | А1           | Швеція       | 3            |   |           |           |           |                     |     |      |               |        |       |
|  | B4           | Латвія       | 2            |   |           |           |           |                     |     |      |               |        |       |
|  | B4           | Латвія       | 2            |   | WQF1      | Швеція    | 6         |                     |     |      |               |        |       |
|  |              |              |              |   | WQF1      | Швеція    | 6         |                     |     |      |               |        |       |
|  |              | WQF2         | США          | 0 |           |           |           |                     |     |      |               |        |       |
|  | В2           | WQF2         | США          | 0 | США       | 3         |           |                     |     |      |               |        |       |
|  | В2           |              |              |   | США       | 3         |           |                     |     |      |               |        |       |
|  | A3           | Чехія        | 2            |   |           |           |           |                     |     |      |               |        |       |
|  | A3           | Чехія        | 2            |   |           |           |           |                     |     | WSF1 | Швеція (Бул.) | 3      |       |
|  |              |              |              |   |           |           |           |                     |     | WSF1 | Швеція (Бул.) | 3      |       |
|  |              | WSF2         | Швейцарія    | 2 |           |           |           |                     |     |      |               |        |       |
|  | В1           | WSF2         | Швейцарія    | 2 | Фінляндія | 2         |           |                     |     |      |               |        |       |
|  | В1           |              |              |   | Фінляндія | 2         |           |                     |     |      |               |        |       |
|  | А4           | Швейцарія    | 3            |   |           |           |           |                     |     |      |               |        |       |
|  | А4           | Швейцарія    | 3            |   | WQF3      | Швейцарія | 3         |                     |     |      |               |        |       |
|  |              |              |              |   | WQF3      | Швейцарія | 3         | Матч за третє місце |     |      |               |        |       |
|  |              | WQF4         | Канада       | 2 |           |           |           |                     |     |      |               |        |       |
|  | А2           | WQF4         | Канада       | 2 | Росія     | 4         |           | LSF1                | США | 4    |               |        |       |
|  | А2           |              |              |   | Росія     | 4         |           | LSF1                | США | 4    |               |        |       |
|  | В3           | Канада (ОТ)  | 5            |   |           |           |           |                     |     |      | LSF2          | Канада | 1     |

### Чвертьфінали
| 17 травня 2018 15:15 | Росія | 4 : 5 (ОТ) (0:1, 2:1, 2:2) ОТ (0:1) | Канада | «Роял Арена», Копенгаген Глядачів: 9,017 |

| Протокол | Протокол                            | Протокол | Протокол     | Протокол                             |
| --- | ----------------------------------- | --- | ------------ | ------------------------------------ |
| | Ігор Шестьоркін                     | Голкіпери | Дарсі Кемпер | Арбітри: Марк Лемелін Алексі Рантала |
| Міхєєв (Анісімов, Зайцев) — 32:53 Барабанов (Дадонов) — 37:32 Андронов (Зайцев, Сошников) — 48:44 Анісімов (Григоренко, Зайцев) — 54:34 | 0:1 0:2 1:2 2:2 2:3 3:3 3:4 4:4 4:5 | 04:45 — Парайко (Мак-Девід, Еберле) 31:51 — Ньюджент-Гопкінс (Мак-Девід, Парайко) 47:11 — Турріс (Шварц) 52:36 — Дюбуа (Жост) 64:57 — О'Райллі (Мак-Девід, Екблад) |              | Арбітри: Марк Лемелін Алексі Рантала |
| 8 хв. | Вилучення                           | 2 хв. |              | Арбітри: Марк Лемелін Алексі Рантала |
| 30 | Кидки                               | 41 |              | Арбітри: Марк Лемелін Алексі Рантала |

| 17 травня 2018 16:15 | США | 3 : 2 (2:0, 0:2, 1:0) | Чехія | «Боксен Арена», Гернінг Глядачів: 4,846 |

| Протокол                                                                 | Протокол            | Протокол                                                       | Протокол       | Протокол                             |
| ------------------------------------------------------------------------ | ------------------- | -------------------------------------------------------------- | -------------- | ------------------------------------ |
|                                                                          | Кейт Кінкейд        | Голкіпери                                                      | Павел Францоуз | Арбітри: Мікко Каукокарі Йозеф Кубуш |
| Кейн (Раян) — 10:36 Аткінсон (Боніно, Годро) — 12:19 Кейн (Раян) — 46:58 | 0:1 0:2 1:2 2:2 3:2 | 24:56 — Ржепик (Факса, Гудас) 30:55 — Нечас (Пастрняк, Гронек) |                | Арбітри: Мікко Каукокарі Йозеф Кубуш |
| 10 хв.                                                                   | Вилучення           | 2 хв.                                                          |                | Арбітри: Мікко Каукокарі Йозеф Кубуш |
| 31                                                                       | Кидки               | 26                                                             |                | Арбітри: Мікко Каукокарі Йозеф Кубуш |

| 17 травня 2018 19:15 | Швеція | 3 : 2 (0:0, 1:1, 2:1) | Латвія | «Роял Арена», Копенгаген Глядачів: 12,490 |

| Протокол                                                                                                   | Протокол            | Протокол                                                 | Протокол         | Протокол                              |
| --- | ------------------- | -------------------------------------------------------- | ---------------- | ------------------------------------- |
| | Андерс Нільссон     | Голкіпери                                                | Елвіс Мерзлікінс | Арбітри: Тімоті Маєр Костянтин Оленін |
| Форсберг (Кемпе, Екман-Ларссон) — 26:36 Арвідссон (Екгольм) — 41:49 Екман-Ларссон (Кемпе, Ракелль) — 46:27 | 1:0 1:1 2:1 3:1 3:2 | 31:59 — Блюгерс (Ріх. Букартс) 50:21 — Балчерс (Кєниньш) |                  | Арбітри: Тімоті Маєр Костянтин Оленін |
| 10 хв. | Вилучення           | 2 хв.                                                    |                  | Арбітри: Тімоті Маєр Костянтин Оленін |
| 34 | Кидки               | 24                                                       |                  | Арбітри: Тімоті Маєр Костянтин Оленін |

| 17 травня 2018 20:15 | Фінляндія | 2 : 3 (1:0, 0:3, 1:0) | Швейцарія | «Боксен Арена», Гернінг Глядачів: 5,634 |

| Протокол                                                                  | Протокол            | Протокол                                                                               | Протокол         | Протокол                             |
| ------------------------------------------------------------------------- | ------------------- | -------------------------------------------------------------------------------------- | ---------------- | ------------------------------------ |
|                                                                           | Гаррі Сятері        | Голкіпери                                                                              | Леонардо Дженоні | Арбітри: Антонін Єржабек Стівен Рено |
| Нутіваара (Койвісто, Рантанен) — 07:01 Рантанен (Савінайнен, Аго) — 48:20 | 1:0 1:1 1:2 1:3 2:3 | 29:13 — Корві (Кевін, Нідеррайтер) 32:32 — Вермін (Маєр) 33:08 — Гофманн (Мозер, Фора) |                  | Арбітри: Антонін Єржабек Стівен Рено |
| 0 хв.                                                                     | Вилучення           | 8 хв.                                                                                  |                  | Арбітри: Антонін Єржабек Стівен Рено |
| 34                                                                        | Кидки               | 27                                                                                     |                  | Арбітри: Антонін Єржабек Стівен Рено |

### Півфінали
| 19 травня 2018 15:15 | Швеція | 6 : 0 (1:0, 3:0, 2:0) | США | «Роял Арена», Копенгаген Глядачів: 12,490 |

| Протокол | Протокол                | Протокол  | Протокол     | Протокол                          |
| --- | ----------------------- | --------- | ------------ | --------------------------------- |
| | Андерс Нільссон         | Голкіпери | Кейт Кінкейд | Арбітри: Роман Гофман Олівер Гуен |
| Арвідссон (де ла Росе, Форсберг) — 14:43 Пяяйярві-Свенссон (Баклунд) — 27:09 Гернквіст (Баклунд, Клінгберг) — 30:05 Янмарк (Ракелль) — 30:16 Арвідссон (Зібанеджад) — 51:07 Кемпе (Баклунд) — 57:01 | 1:0 2:0 3:0 4:0 5:0 6:0 |           |              | Арбітри: Роман Гофман Олівер Гуен |
| 14 хв. | Вилучення               | 6 хв.     |              | Арбітри: Роман Гофман Олівер Гуен |
| 20 | Кидки                   | 41        |              | Арбітри: Роман Гофман Олівер Гуен |

| 19 травня 2018 19:15 | Канада | 2 : 3 (0:1, 1:1, 1:1) | Швейцарія | «Роял Арена», Копенгаген Глядачів: 12,166 |

| Протокол                                                       | Протокол            | Протокол                                                                                                | Протокол         | Протокол                             |
| -------------------------------------------------------------- | ------------------- | --- | ---------------- | ------------------------------------ |
|                                                                | Дарсі Кемпер        | Голкіпери                                                                                               | Леонардо Дженоні | Арбітри: Мікко Каукокарі Йозеф Кубуш |
| Хорват (Дюбуа, Пажо) — 27:20 Парайко (Мак-Девід, Шенн) — 57:53 | 0:1 1:1 1:2 1:3 2:3 | 18:41 — Шервай (Унтерзандер, Кукан) 29:40 — Гофманн (Фіала, Андрігетто) 44:14 — Гаас (Андрігетто, Діас) |                  | Арбітри: Мікко Каукокарі Йозеф Кубуш |
| 6 хв.                                                          | Вилучення           | 2 хв.                                                                                                   |                  | Арбітри: Мікко Каукокарі Йозеф Кубуш |
| 45                                                             | Кидки               | 17 |                  | Арбітри: Мікко Каукокарі Йозеф Кубуш |

### Матч за 3-є місце
| 20 травня 2018 16:15 | США | 4 : 1 (0:0, 1:1, 3:0) | Канада | «Роял Арена», Копенгаген Глядачів: 12,111 |

| Протокол | Протокол            | Протокол                        | Протокол          | Протокол                             |
| --- | ------------------- | ------------------------------- | ----------------- | ------------------------------------ |
| | Кейт Кінкейд        | Голкіпери                       | Кертіс Макелхінні | Арбітри: Мікко Каукокарі Йозеф Кубуш |
| Крейдер (Ларкін, Дебрінкет) — 26:40 Боніно (Патрік) — 53:21 Лі (МакЕвой) (шпв) — 57:45 Крейдер (шпв) — 58:18 | 1:0 1:1 2:1 3:1 4:1 | 38:06 — Власич (Хорват, Турріс) |                   | Арбітри: Мікко Каукокарі Йозеф Кубуш |
| 4 хв. | Вилучення           | 14 хв.                          |                   | Арбітри: Мікко Каукокарі Йозеф Кубуш |
| 37 | Кидки               | 25                              |                   | Арбітри: Мікко Каукокарі Йозеф Кубуш |

### Фінал
| 20 травня 2018 20:45 | Швеція | 3 : 2 (Бул.) (1:1, 1:1, 0:0) ОТ (0:0) Бул. (1:0) | Швейцарія | «Роял Арена», Копенгаген Глядачів: 12,490 |

| Протокол                                                                                               | Протокол               | Протокол                                                                                             | Протокол         | Протокол                          |
| --- | ---------------------- | --- | ---------------- | --------------------------------- |
| | Андерс Нільссон        | Голкіпери                                                                                            | Леонардо Дженоні | Арбітри: Роман Гофман Олівер Гуен |
| Нюквіст (Екгольм) — 17:54 Зібанеджад (Екман-Ларссон) — 34:53 Зібанеджад Ракелль Екман-Ларссон Форсберг | 0:1 1:1 1:2 2:2 Буліти | 16:38 — Нідеррайтер (Йозі, Фіала) 23:13 — Маєр (Корві, Йозі) Андрігетто Фіала Корві Гаас Нідеррайтер |                  | Арбітри: Роман Гофман Олівер Гуен |
| 4 хв.                                                                                                  | Вилучення              | 10 хв.                                                                                               |                  | Арбітри: Роман Гофман Олівер Гуен |
| 38 | Кидки                  | 27                                                                                                   |                  | Арбітри: Роман Гофман Олівер Гуен |

| Чемпіон світу 2018 |
| ------------------ |
| Швеція 11-й титул  |

## Статистика

### Підсумкова таблиця
| Поз | Г | Команда        | М  | В | ВО | ПО | П | ГЗ | ГП | Різ | О  | Підсумок                  |
| --- | - | -------------- | -- | - | -- | -- | - | -- | -- | --- | -- | ------------------------- |
| 1   | A | Швеція         | 10 | 8 | 2  | 0  | 0 | 43 | 13 | +30 | 28 | Чемпіон                   |
| 2   | A | Швейцарія      | 10 | 5 | 1  | 2  | 2 | 33 | 26 | +7  | 19 | Срібний призер            |
| 3   | B | США            | 10 | 6 | 2  | 0  | 2 | 46 | 25 | +21 | 22 | Бронзовий призер          |
| 4   | B | Канада         | 10 | 4 | 2  | 1  | 3 | 40 | 23 | +17 | 17 | Четверте місце            |
|     |   |                |    |   |    |    |   |    |    |     |    |                           |
| 5   | B | Фінляндія      | 8  | 5 | 0  | 1  | 2 | 40 | 14 | +26 | 16 | Вибули в чвертьфіналі     |
| 6   | A | Росія          | 8  | 5 | 0  | 2  | 1 | 36 | 15 | +21 | 17 | Вибули в чвертьфіналі     |
| 7   | A | Чехія          | 8  | 3 | 3  | 0  | 2 | 29 | 18 | +11 | 15 | Вибули в чвертьфіналі     |
| 8   | B | Латвія         | 8  | 3 | 1  | 2  | 2 | 18 | 19 | −1  | 13 | Вибули в чвертьфіналі     |
|     |   |                |    |   |    |    |   |    |    |     |    |                           |
| 9   | A | Словаччина     | 7  | 3 | 0  | 2  | 2 | 19 | 20 | −1  | 11 | Вибули на груповому етапі |
| 10  | B | Данія (H)      | 7  | 3 | 1  | 0  | 3 | 13 | 17 | −4  | 11 | Вибули на груповому етапі |
| 11  | B | Німеччина      | 7  | 1 | 1  | 2  | 3 | 16 | 20 | −4  | 7  | Вибули на груповому етапі |
| 12  | A | Франція        | 7  | 2 | 0  | 0  | 5 | 13 | 29 | −16 | 6  | Вибули на груповому етапі |
| 13  | B | Норвегія       | 7  | 1 | 1  | 1  | 4 | 13 | 31 | −18 | 6  | Вибули на груповому етапі |
| 14  | A | Австрія        | 7  | 1 | 0  | 1  | 5 | 13 | 30 | −17 | 4  | Вибули на груповому етапі |
|     |   |                |    |   |    |    |   |    |    |     |    |                           |
| 15  | A | Білорусь       | 7  | 0 | 0  | 0  | 7 | 8  | 36 | −28 | 0  | Вибули до Дивізіону I А   |
| 16  | B | Південна Корея | 7  | 0 | 0  | 0  | 7 | 4  | 48 | −44 | 0  | Вибули до Дивізіону I А   |

### Бомбардири
Список 10 найкращих гравців.
| Гравець          | І  | Г | П  | Очк. | +/− | ШХ | Поз |
| ---------------- | -- | - | -- | ---- | --- | -- | --- |
| Патрік Кейн      | 10 | 8 | 12 | 20   | −2  | 0  | Ф   |
| Себастьян Аго    | 8  | 9 | 9  | 18   | +15 | 2  | Ф   |
| Коннор Мак-Девід | 10 | 5 | 12 | 17   | +6  | 10 | Ф   |
| Ріккард Ракелль  | 10 | 6 | 8  | 14   | +7  | 6  | Ф   |
| Теуво Терявяйнен | 8  | 5 | 9  | 14   | +14 | 8  | Ф   |
| Кем Аткінсон     | 10 | 7 | 4  | 11   | −3  | 2  | Ф   |
| Міка Зібанеджад  | 10 | 6 | 5  | 11   | +10 | 0  | Ф   |
| Мікко Рантанен   | 8  | 5 | 6  | 11   | +1  | 6  | Ф   |
| Маттіас Янмарк   | 10 | 4 | 6  | 10   | +8  | 8  | Ф   |
| Кріс Крейдер     | 10 | 4 | 6  | 10   | +7  | 2  | Ф   |

І = матчі; Г = голи; П = передачі; О = очки; +/− = плюс/мінус; ШХ = Штрафні хвилини; Поз = позиція

Джерело: IIHF.com

### Найкращі воротарі
| Гравець           | ЧНЛ    | ГП | СП   | КД  | %ВК   | ША |
| ----------------- | ------ | -- | ---- | --- | ----- | -- |
| Андерс Нільссон   | 440:00 | 8  | 1.09 | 174 | 95.40 | 3  |
| Фредерік Андерсен | 362:56 | 10 | 1.65 | 178 | 94.38 | 1  |
| Ігор Шестьоркін   | 204:57 | 5  | 1.46 | 86  | 94.19 | 2  |
| Елвіс Мерзлікінс  | 360:35 | 9  | 1.50 | 151 | 94.04 | 2  |
| Гаррі Сятері      | 298:31 | 7  | 1.41 | 114 | 93.86 | 1  |

ЧНЛ = часу на льоду (хвилини: секунди); ГП = голів пропушено; СП = Середня кількість пропущених шайб; КД = кидки; %ВК = відбитих кидків (у %); ША = шатаути

Джерело: IIHF.com

## Нагороди
Найкращі гравці, обрані дирекцією ІІХФ
- Найкращий воротар:  Фредерік Андерсен
- Найкращий захисник:  Йон Клінгберг
- Найкращий нападник:  Себастьян Аго

Джерело: IIHF.com [Архівовано 21 травня 2018 у Wayback Machine.]
Команда усіх зірок, обрана ЗМІ
- Найцінніший гравець:  Патрік Кейн
- Воротар:  Андерс Нільссон
- Захисники:  Адам Ларссон /  Олівер Екман-Ларссон
- Нападники:  Ріккард Ракелль /  Патрік Кейн /  Себастьян Аго

Джерело: IIHF.com [Архівовано 21 травня 2018 у Wayback Machine.]